# Somewhere something
『somewhere something』（サムウェア・サムシング）は、2008年10月1日から2010年3月31日までCROSS FMで放送されていたワイド番組である。

## 概要
旅をテーマにした平日昼のワイド番組で、リスナーが日本国内外の人・物・食・歴史などを体感できる企画を盛り込んでいた。CROSS FMは公式サイトにて、本番組の特徴を「聞いて感じるラジオマガジン」「夢ミゴコチのヴァーチュアル・トリップ」と表現している。
放送時間は毎週月曜 - 木曜 13:00 - 17:00 （日本標準時）。放送開始から2009年2月19日までは天神岩田屋新館にあったCROSS FMのサテライトスタジオ「天神きらめき通りスタジオ」から放送されていたが、施設の閉鎖によるスタジオの移転に伴い、2010年3月8日からはベイサイドプレイス博多スタジオからの放送となった。

## ナビゲーター
| 期間      | 期間      | 月曜・火曜 | 水曜・木曜 |
| --------- | --------- | ---------- | ---------- |
| 2008.10.1 | 2009.4.2  | 栗田善太郎 | 栗田善太郎 |
| 2009.4.6  | 2010.3.31 | 相越久枝   | 栗田善太郎 |

## コーナー
エキゾチック・ジャパン
毎週1つの都道府県を取り上げ、それと関係する観光情報を紹介。リスナーからのメッセージ募集も行っていた。
ANTENA
映画や音楽などを紹介する。
SNAP SHOT
タイ王国の話題・ヒット曲・豆知識などを紹介する。14:34から放送。スポンサーはタイ国政府観光庁。このコーナーは、90年代後半からこの枠で続けて行われている長寿企画である。
JICA world music forest
世界の音楽を紹介。15:40過ぎから放送。
サムコレ
番組おすすめの曲をオンエアする。随時放送。
ゲストコーナー
アーティストや映画関係者をゲストに迎えて行う。

### 途中で終了したコーナー
on the EARTH/MORE on the EARTH
世界の様々な話題を届ける。「世界の○○」というテーマを掲げて行うことが多く、両コーナーともに同じテーマになる場合もあれば異なる場合もあった。前者は13:05から、後者は14:05から放送。
サムレポ
リポーターが福岡県内各地の街や店の話題を届ける。随時放送。